# Benjamin Godard
Benjamin Louis Paul Godard (ur. 18 sierpnia 1849 w Paryżu, zm. 10 stycznia 1895 w Cannes) – francuski kompozytor i skrzypek.

## Życiorys
Uczył się gry na skrzypcach u Richarda Hammera i Henri Vieuxtempsa. Następnie był uczniem Napoléona-Henri Rebera w Konserwatorium Paryskim. W 1866 i 1867 roku bezskutecznie ubiegał się o Prix de Rome. Grał jako skrzypek w zespołach kameralnych, pod koniec lat 60. XIX wieku zaczął publikować pierwsze własne utwory. W 1876 roku dokonał orkiestracji Scen dziecięcych Roberta Schumanna. W 1878 roku otrzymał nagrodę muzyczną miasta Paryża za symfonię dramatyczną La Tasse. Za życia cieszył się dużą, choć przelotną sławą. Jego twórczość, typowo salonowa, wykazuje w większości cechy sentymentalizmu i schematyzmu. Pomimo aspiracji nie zdołał odnieść sukcesu jako twórca operowy.
Od 1887 roku prowadził klasę zespołów instrumentalnych w Konserwatorium Paryskim. W 1889 roku odznaczony krzyżem kawalerskim Legii Honorowej.

## Wybrane kompozycje
(na podstawie materiałów źródłowych)

### Utwory orkiestrowe
- I symfonia (b.d.)
- II symfonia B-dur (1880)
- Symphonie gothique (1883)
- Symphonie orientale (1884)
- Symphonie desriptive (nie wydane)
- Scènes poétiques (1878)
- Brésilienne, Kermesse, Marche funèbre (1880)
- Suite de danses anciennes et modernes (1890)
- Sumphonie-ballet (1882)
- 2 koncerty fortepianowe (A-dur 1870, G-dur 1899)
- Introduction et Allegro na fortepian i orkiestrę (1881)
- Concert romantique na skrzypce i orkiestrę (1887)
- II koncert skrzypcowy g-moll (1892)
- Scènes écossaises na obój i orkiestrę lub fortepian (b.d.)

### Utwory kameralne
- 3 kwartety smyczkowe (g-moll, A-dur, A-dur)
- 5 sonat na skrzypce i fortepian (c-moll 1865, a-moll 1875, g-moll 1878, As-dur 1881, d-moll b.d.)
- Légende et scherzo (1878)
- Suite de 3 morceaux (1884)
- En plein air. Suite de 5 morceaux (1893)
- 6 morceaux (b.d.)
- Aubade et scherzo na wiolonczelę i fortepian (1887)
- Sonata d-moll (1887)
- Valse na fortepian i klarnet (b.d.)
- Suite de 13 morceaux na fortepian i flet (b.d.)

### Utwory fortepianowe
- Les contes de Perrault (1868)
- Menuet-Andante-Gavotte (1874)
- 12 études artistiques (1879)
- Lanterne magique
- Chemin faisant, 6 caprices (1881)
- Sonate fantastique
- II Sonate (b.d.)
- 12 nouvelles études artistiques (1892)
- 12 scènes italiennes (b.d.)
- 4 pièces symphoniques na fortepian na 4 ręce (1881)
- Contes de la veillée na fortepian na 4 ręce (1883)
- 2 duety fortepianowe Duo symphonique (1880)

### Utwory wokalne
- Nouvelles chansons du vieux temps (1876)
- Diane, poème antique (b.d.)
- Hymne à la liberté na chór
- Symphonie légendaire na głosy solowe i chór żeński (1886)

### Utwory sceniczne
- grand opera Les Guelfes, libretto Louis Gallet (1880–1882, wyst. Rouen 1902)
- opera Pedro de Zalaméa, libretto Léonce Détroyat i Armand Silvestre według Calderóna (wyst. Antwerpia 1884)
- muzyka do Wiele hałasu o nic Szekspira (wyst. Paryż 1887)
- opera Jocelyne, libretto Victor Capoul i Armand Silvestre według Alphonse’a de Lamartine’a (wyst. Bruksela 1888)
- dramat liryczny Dante et Béatrice, libretto Édouard Blau (wyst. Paryż 1890)
- dramat historyczny Jeanne d’Arc, libretto Joseph Fabre (wyst. Paryż 1893)
- opera komiczna La vivandière, libretto Henri Cain (niedokończona)